# حكمة (قول مأثور)

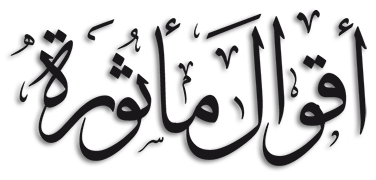
مخطوطة بخط الثلث

الحِكمة خلاصة جهد فكري يصاغ على شكل مجموعة من الكلمات (قول) تشكل عبارات موجزة ومختصرة، وغالباً ما تكون بليغة تحمل في معانيها خبرة القائل إما في المجالات التخصصية الفلسفية، أو عن الخبرة في الحياة عمومًا.
تعد أقوال الحكماء مضرباً للمثل، وهي تندرج تحت الأقوال المأثورة.
من أشهر الحكماء العرب أكثم بن صيفي التميمي الذي لقب بحكيم العرب، وكذلك من المؤلفات التي احتوت على الحكمة كتاب الحكم العطائية للمتصوف ابن عطاء الله السكندري.

## اقرأ أيضاً
- قول
- قول مأثور
- حكمة

## وصلات خارجية
- أقوال السَّلف وأهل العلم في الحِكْمَة، على موقع «الدرر السنية».